# Jaakko Pajula
Jaakko Ilmari Pajula, född 9 augusti 1928 i Helsingfors, död 24 januari 2012, var en finländsk ämbetsman. 
Pajula blev e.o. sekreterare vid Folkpensionsanstaltens pensionsavdelning 1955, juris licentiat 1962 och var anstaltens generaldirektör 1971–1993. Han hade en central roll i tillkomsten av den allmänna sjukförsäkringen på 1960-talet och medverkade senare aktivt till en kompromiss mellan arbets- och folkpensionssystemen. Han tillhörde Centern i Finland och fick genom sina band till Urho Kekkonen synnerligen stort inflytande på Finlands socialpolitik, även om han blev kritiserad för sin auktoritära ledarstil. Han blev samhällsvetenskaplig hedersdoktor 1992. 

## Utmärkelser
- Kommendörstecknet av Finlands Lejons orden,  1971[1]

[Redigera Wikidata]